# Mount-Stromlo-Observatorium

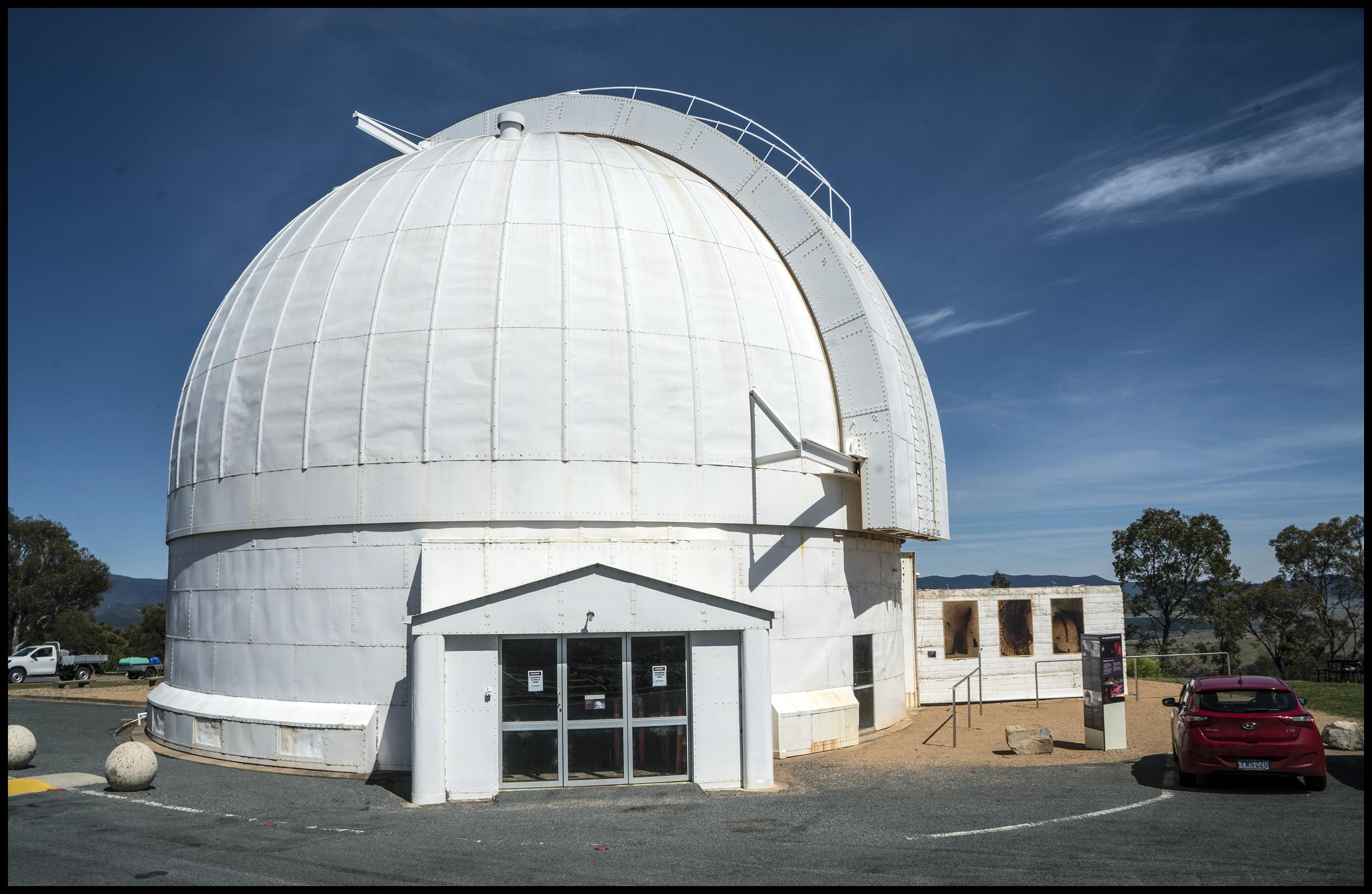
Kuppelbau des 1,88-Meter-Spiegelteleskops

Das Mount-Stromlo-Observatorium (MSO; Mount Stromlo Observatory) ist eines der traditionsreichsten astronomischen Observatorien der Südhemisphäre. Es wird von der Research School of Astronomy and Astrophysics der Australian National University betrieben und steht auf dem 770 Meter hohen Mount Stromlo, etwa elf Kilometer westlich des Zentrums der australischen Hauptstadt Canberra.

## Geschichte
1924 wurde das Observatorium unter der Bezeichnung The Commonwealth Solar Observatory (CSO) gegründet. Das Gelände auf dem Gipfel des Mount Stromlo war bereits über ein Jahrzehnt lang für Beobachtungen genutzt worden, nachdem Pietro Baracchi dort im Jahr 1911 mit dem Oddie-Teleskop ein kleines provisorisches Observatorium etabliert hatte. Die für das Oddie-Teleskop gebaute Kuppel war das erste Neubau der Bundesregierung im neu gegründeten Australian Capital Territory. Ebenfalls 1911 reiste eine Delegation, die ein Sonnenobservatorium in Australien errichten wollte, nach London, wo sie bei der britischen Regierung um finanzielle Unterstützung ersuchte. Bereits als Canberra erstmals als mögliche Hauptstadt im Gespräch war, hatten Vermessungsarbeiten begonnen, um die Eignung des Standorts zu überprüfen. Innenminister Hugh Mahon unterstützte die Australische Vereinigung zur Förderung der Wissenschaften bereits seit 1909 bei diesem Bemühungen.

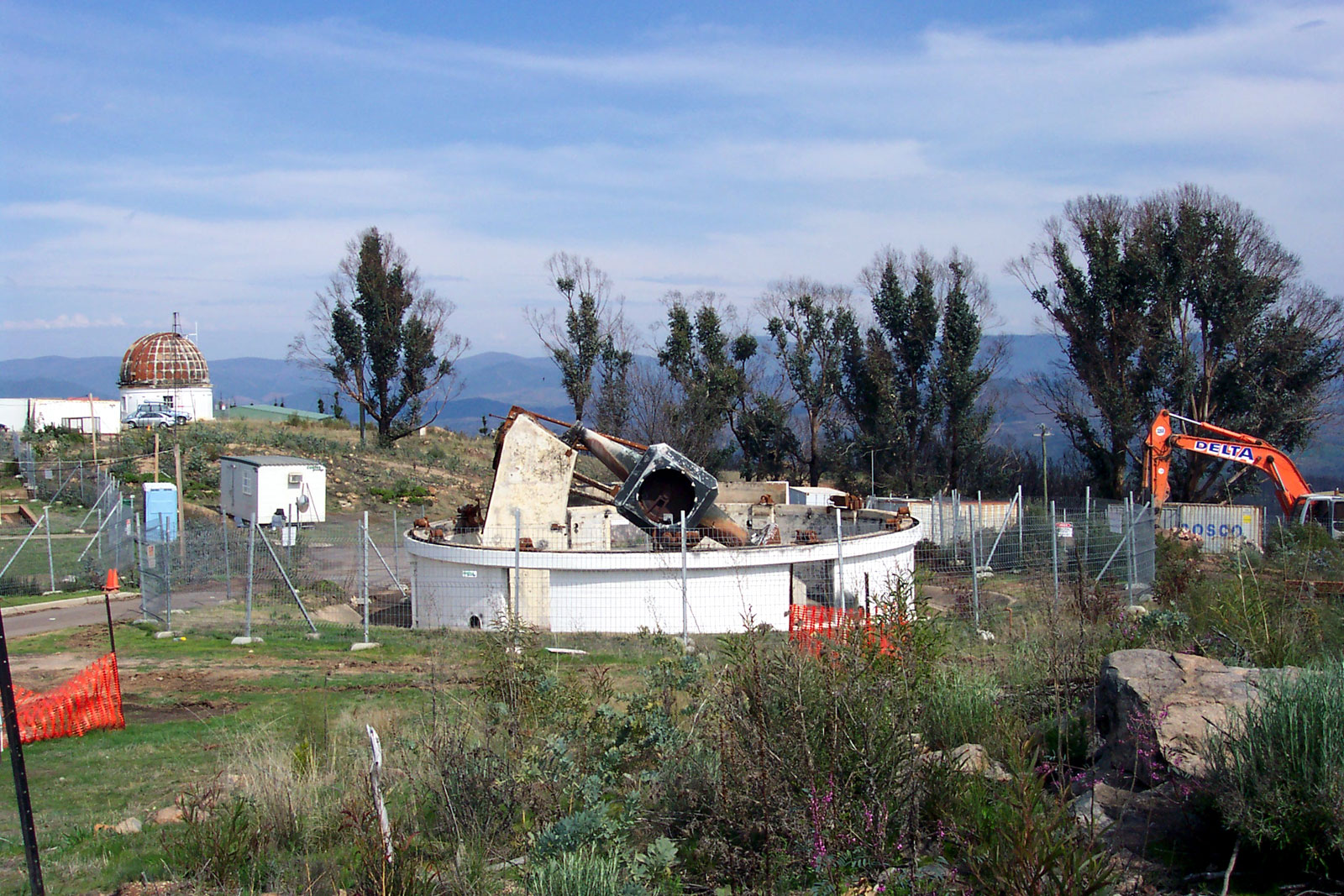
Zerstörter Kuppelbau nach den Buschbränden von 2003

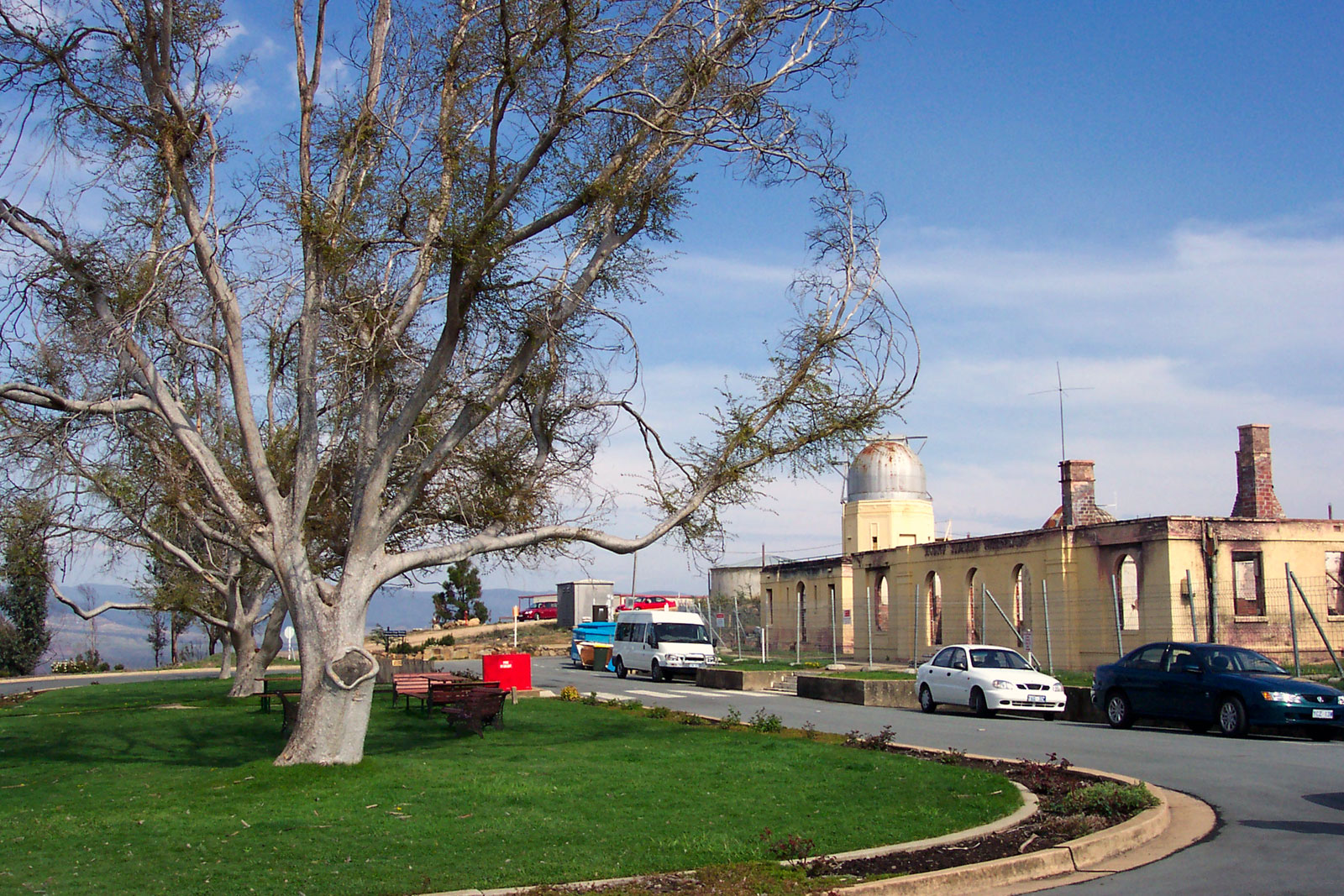
Ausgebranntes Verwaltungsgebäude

Bis zum Zweiten Weltkrieg spezialisierte sich das Observatorium auf Sonnen- und Atmosphärenbeobachtungen. Während des Krieges trugen die Werkstätten mit der Herstellung von Geschützvisieren und anderen optischen Geräten zu den Kriegsanstrengungen bei. Nach dem Krieg verlagerte sich die Sternwarte auf die stellare und galaktische Astronomie und erhielt den neuen Namen The Commonwealth Observatory. Dr. R. Wooley, der Direktor des Observatoriums, bemühte sich um Unterstützung für einen größeren Reflektor, wobei er argumentierte, dass die südliche Hemisphäre versuchen sollte, mit der Effektivität amerikanischer Teleskope zu konkurrieren. Nach der Gründung der Australian National University (ANU) im Jahr 1946 forschten hier Angestellte und Studenten. Ab 1957 war das Mount-Stromlo-Observatorium ein Teil der astronomischen Abteilung der Forschungsschule für physikalische Wissenschaften der ANU. Aufgrund der durch die Nähe zu Canberra zunehmenden Lichtverschmutzung entstand 1965 das Siding-Spring-Observatorium als Außenstelle des MSO. Schließlich erfolgte im Jahr 1986 die Gründung der Research School of Astronomy and Astrophysics (Forschungsschule für Astronomie und Astrophysik) der ANU.
Am 18. Januar 2003 zerstörten verheerende Buschbrände das MSO weitgehend. Fünf Teleskope, die Werkstätten, sieben Wohnhäuser und das denkmalgeschützte Verwaltungsgebäude wurden ein Raub der Flammen. Das einzige Teleskop, das den Brand überstand, war das 15-cm-Farnham-Teleskop von 1886. Relikte aus dem Brand werden in der Sammlung des National Museum of Australia aufbewahrt. Dazu gehören ein geschmolzener Teleskopspiegel und ein Stück geschmolzenes optisches Glas. Im Jahr 2004 begann der Wiederaufbau. Während mehrere Gebäude abgerissen werden mussten, konnte das historische Verwaltungsgebäude des MSO erhalten werden. Nach zwölfjähriger Arbeit konnte der Wiederaufbau abgeschlossen werden und seit Januar 2015 ist das Observatorium wieder für die Öffentlichkeit zugänglich.

## Forschungsprogramme
Im Rahmen des MACHO-Projekts entdeckten Forscher 1993 das erste Beispiel des Gravitationslinseneffekts eines Sterns durch einen anderen, den so genannten Mikrolinseneffekt (Alcock et al. 1993; Paczynski 1996). Diese Entdeckung wurde durch wiederholte Aufnahmen der Magellanschen Wolken mit dem renovierten Great Melbourne Telescope gemacht, der einen Durchmesser von 1,2 Metern besitzt und mit einem Mosaik von acht CCD-Sensoren mit je 2048×2048 Pixel ausgestattet war.
Brian P. Schmidt organisierte eine internationale Kollaboration, bekannt als High-Z Supernova Search Team, um die Veränderungsrate der kosmischen Expansion anhand von Supernovae des Typs Ia zu untersuchen. 1998 kam das Team zum Schluss, dass sich die kosmische Expansion wider Erwarten beschleunigt. Diese universelle Beschleunigung impliziert die Existenz von dunkler Energie und wurde von der Zeitschrift Science als wichtigster wissenschaftlicher Durchbruch des Jahres bezeichnet. 2011 teilte sich Schmidt den Nobelpreis für Physik mit Saul Perlmutter und Adam Riess für solche Beobachtungen, die Beweise für das sich beschleunigende Universum liefern.